# Memrise
Memrise е британска платформа за езиково обучение, която използва интервално повторение на флашкарти, за да увеличи скоростта на учене, съчетано с поддържан от GPT3 „AI Language partner“, който позволява на потребителите да практикуват човешки разговори, което Memrise вярва, че може помагат на учащите да преодолеят „пропастта в увереността“ при усвояването на езика. Базирана е в Лондон, Обединеното кралство.
Memrise предлага генерирано от потребителите съдържание по широк набор от други теми. Мобилното приложение Memrise предлага курсове на 16 езика и техните комбинации, докато уебсайтът за курсове на общността има много повече налични езици, включително малцинствени и древни езици. Към 2018 г. приложението има 35 милиона регистрирани потребители. Memrise е печеливша от края на 2016 г. с оборот от 4 милиона долара месечно.

## История
Memrise е основана от Ед Кук, Велик майстор на паметта, Бен Уотли и Грег Детре, невролог от Принстън, специализиран в науката за паметта и забравянето. Уебсайтът стартира в частна бета версия, след като печели състезанието TigerLaunch на Пристънския предприемачески клуб за 2009 г.
На 1 октомври 2012 г. на 100 потребители е разрешено да се регистрират, за да тестват не-бета версията на уебсайта, наречена Memrise 1.0. От май 2013 г. мобилното приложение Memrise е достъпно за изтегляне както в App Store (iOS), така и в Google Play.
Към януари 2020 г. приложението получава 21,8 милиона долара инвестиции в общо седем начални кръга финансиране.

## Интервално повторение
Memrise превръща изучаването на език в игра, подобно на своя конкурент Duolingo. Използва интервално повторение, за да ускори усвояването на езика. Това е техника за учене, базираща се на научни доказателства, която включва увеличаващи се интервали от време между последващ преглед на предварително научен материал, за да се използва ефектът на психологическото разстояние. Доказано е, че използването на интервално повторение увеличава скоростта на запаметяване.

## Езици
Memrise предлага следните езициː арабски, китайски, датски, нидерландски, френски, немски, исландски, италиански, японски (канджи), японски (ромаджи), корейски, монголски, норвежки, полски, бразилски португалски, португалски, руски, словенски, мексикански испански, испански, шведски, турски, йорубски.

## Награди
През юли 2010 г. Memrise е обявен за един от победителите в състезанието Mini-Seedcamp в Лондон. През ноември 2010 г. сайтът е обявен за един от финалистите за TechCrunch Europas Start-up на годината за 2010 г. През март 2011 г. е избран за един от стартъпите на Techstars Бостън. През май 2017 г. е обявен за победител в наградата „Най-добро приложение“ на второто издание на наградите на Google Play.

## Критика
От края на февруари 2019 г. Memrise е обект на много критики поради съобщение, че създадено от потребителите съдържание ще се премести на друга уеб базирана платформа. Обявено е, че този нов уебсайт няма да има приложение и че потребителите няма да имат достъп до своите материали офлайн. В отговор форумите на Memrise са бомбардирани с публикации, критикуващи това като шамар за потребителите и създателите на съдържание на Memrise. Тази критика следват в Reddit с много потребители, призоваващи за смяна с конкурентни платформи. На 25 февруари 2020 г., като отговор на критиките, Memrise решава да отмени разделянето (т.е. затваряне на Decks и обединяване на съдържанието му обратно към основния сайт на Memrise). Въпреки това през ноември 2023 г. Memrise обявява в публикация във форума, че планира да „закрие“ създадените от потребителите курсове. През февруари 2024 г. Memrise отново разделя курсовете на общността на нов уебсайт и обещава, че курсовете ще останат там поне до края на 2024 г.
В края на септември 2012 г. класацията на уебсайта е временно спряна поради „широка измама“. Конкретни потребители са използвали ботове и неинтензивни механизми, като например курсове за памет със снимки на знаменитости, за да постигнат нетипични резултати, които не отразяват действителното обучение. В отговор администраторите създават нова класация, след като преразглеждат пропуските в точките.